# HTC Pharos
HTC Pharos，原廠型號HTC P3470，是台灣宏達電公司所推出的智慧型手機，搭載微軟 Windows Mobile 6.1，面向低端的GPS智慧手機，超薄簡約設計，HTC Gene升級版，2008年2月於歐洲首度發表。已知客製版本HTC P3470，Dopod P660。

## 技術規格
- 處理器：TI OMAP 850 201.5MHz
- 作業系統：Windows Mobile 6.1 Professional
- 記憶體：ROM：256MB，RAM：128MB
- 尺寸：108 毫米 X 58.3 毫米 X 15.7 毫米
- 重量：150g（含電池）
- 螢幕：QVGA 解析度、2.8 吋 TFT-LCD 平面式觸控感應螢幕
- 網路：GSM/EDGE
- GPS：配備GPS及A-GPS
- 藍牙：2.0 with EDR
- Wi-Fi：IEEE 802.11 b/g
- 相機：300萬畫素相機，支援自動對焦功能
- 電池：1100mAh充電式鋰或鋰聚合物電池

## 外部連結
- HTC P3470 概觀
- HTC P3470 技術規格